# Campionati europei di slittino 2020
I Campionati europei di slittino 2020 sono stati la cinquantunesima edizione della rassegna continentale europea, manifestazione organizzata dalla Federazione Internazionale Slittino. Si tennero il 18 e il 19 gennaio 2020 a Lillehammer, in Norvegia, sulla pista olimpica omonima, la stessa sulla quale si svolsero le competizioni del bob, dello slittino e dello skeleton ai Giochi di Lillehammer 1994; furono disputate gare in quattro differenti specialità: nel singolo uomini, nel singolo donne, nel doppio e nella prova a squadre.
Anche questa edizione, come ormai da prassi iniziata nella rassegna di Paramonovo 2012, si svolse con la modalità della "gara nella gara" contestualmente alla quinta tappa della Coppa del Mondo 2019/2020 premiando gli atleti europei meglio piazzati nelle suddette quattro discipline.
Vincitrice del medagliere fu la nazionale russa, che conquistò due titoli sui quattro in palio e sei medaglie sulle dodici assegnate in totale: quelle d'oro furono ottenute da Tat'jana Ivanova nell'individuale femminile e da Aleksandr Denis'ev e Vladislav Antonov nel doppio; nel singolo maschile il primo posto fu appannaggio dell'italiano Dominik Fischnaller mentre nella prova a squadre la vittoria andò alla squadra austriaca formata da Madeleine Egle, David Gleirscher, Thomas Steu e Lorenz Koller.
Gli atleti che riuscirono a salire per due volte sul podio in questa rassegna continentale furono gli austriaci Thomas Steu e Lorenz Koller.
Per la prima volta, all'interno della gara principale, sono stati assegnati anche i titoli europei under 23 nelle discipline del singolo e del doppio.

## Risultati

### Singolo donne
La gara fu disputata il 18 gennaio 2020 nell'arco di due manches e presero parte alla competizione 29 atlete (di cui 6 non superarono la Nations Cup, gara di qualificazione disputata il venerdì precedente) in rappresentanza di 14 differenti nazioni. Campionessa uscente era la tedesca Natalie Geisenberger, non presente alla competizione, e il titolo fu conquistato dalla russa Tat'jana Ivanova, al suo quarto alloro continentale dopo quelli conquistati a Sigulda 2010, a Paramonovo 2012 e a Sigulda 2018, davanti alla tedesca Julia Taubitz, medaglia d'argento, e all'altra atleta russa Viktorija Demčenko, bronzo, entrambe alla loro prima medaglia europea.
| Pos. | Atlete              | Nazione  | Tempo 1ª manche | Tempo 2ª manche | Tempo totale | Distacco |
| ---- | ------------------- | -------- | --------------- | --------------- | ------------ | -------- |
|      | Tat'jana Ivanova    | Russia   | 47"826          | 47"656          | 1'35"482     |          |
|      | Julia Taubitz       | Germania | 47"753          | 47"871          | 1'35"624     | +0"142   |
|      | Viktorija Demčenko  | Russia   | 47"758          | 47"894          | 1'35"652     | +0"170   |
| 4    | Andrea Vötter       | Italia   | 47"937          | 47"912          | 1'35"849     | +0"367   |
| 5    | Madeleine Egle      | Austria  | 47"837          | 48"024          | 1'35"861     | +0"379   |
| 6    | Ekaterina Katnikova | Russia   | 48"009          | 47"854          | 1'35"863     | +0"381   |
| 7    | Ulla Zirne          | Lettonia | 47"967          | 48"143          | 1'36"110     | +0"628   |
| 8    | Jessica Tiebel      | Germania | 48"082          | 48"200          | 1'36"282     | +0"800   |
| 9    | Kendija Aparjode    | Lettonia | 48"130          | 48"263          | 1'36"393     | +0"911   |
| 10   | Elīza Cauce         | Lettonia | 48"204          | 48"207          | 1'36"411     | +0"929   |

Nota: in grassetto il miglior tempo di manche.

### Singolo uomini
La gara fu disputata il 19 gennaio 2020 nell'arco di due manches e presero parte alla competizione 36 atleti (di cui 10 non superarono la Nations Cup, gara di qualificazione disputata il venerdì precedente) in rappresentanza di 15 differenti nazioni; campione uscente era il russo Semën Pavličenko, che concluse la prova al secondo posto, e il titolo fu conquistato dall'italiano Dominik Fischnaller, alla sua prima medaglia d'oro continentale nel singolo dopo il bronzo vinto nel 2014, davanti a Pavličenko e all'altro atleta russo Roman Repilov, già argento nell'edizione del 2019, in quella del 2016 e bronzo anche nel 2018.
| Pos. | Atleti              | Nazione  | Tempo 1ª manche | Tempo 2ª manche | Tempo totale | Distacco |
| ---- | ------------------- | -------- | --------------- | --------------- | ------------ | -------- |
|      | Dominik Fischnaller | Italia   | 48"763          | 48"974          | 1'37"737     |          |
|      | Semën Pavličenko    | Russia   | 48"761          | 49"150          | 1'37"911     | +0"174   |
|      | Roman Repilov       | Russia   | 48"889          | 49"076          | 1'37"965     | +0"228   |
| 4    | David Gleirscher    | Austria  | 48"944          | 49"260          | 1'38"204     | +0"467   |
| 5    | Kevin Fischnaller   | Italia   | 49"003          | 49"407          | 1'38"410     | +0"673   |
| 6    | Stepan Fëdorov      | Russia   | 49"015          | 49"425          | 1'38"440     | +0"703   |
| 7    | Johannes Ludwig     | Germania | 49"032          | 49"438          | 1'38"470     | +0"733   |
| 8    | Wolfgang Kindl      | Austria  | 49"305          | 49"262          | 1'38"567     | +0"830   |
| 9    | Kristers Aparjods   | Lettonia | 49"206          | 49"418          | 1'38"624     | +0"887   |
| 10   | Jonas Müller        | Austria  | 49"386          | 49"320          | 1'38"706     | +0"969   |

Nota: in grassetto il miglior tempo di manche.

### Doppio
La gara fu disputata il 18 gennaio 2020 nell'arco di due manches e presero parte alla competizione 38 atleti in rappresentanza di 9 differenti nazioni; campioni uscenti erano i tedeschi Tobias Wendl e Tobias Arlt, che conclusero la prova al settimo posto, e il titolo fu conquistato dai russi Aleksandr Denis'ev e Vladislav Antonov, davanti agli austriaci Thomas Steu e Lorenz Koller e all'altra coppia russa formata da Vladislav Južakov
Jurij Prochorov, tutti alla prima medaglia continentale nel doppio eccetto Južakov, che fu argento a Sigulda 2014 ma in coppia con Vladimir Machnutin.
| Pos. | Atleti                                | Nazione  | Tempo 1ª manche | Tempo 2ª manche | Tempo totale | Distacco |
| ---- | ------------------------------------- | -------- | --------------- | --------------- | ------------ | -------- |
|      | Aleksandr Denis'ev Vladislav Antonov  | Russia   | 47"779          | 47"806          | 1'35"585     |          |
|      | Thomas Steu Lorenz Koller             | Austria  | 47"815          | 47"870          | 1'35"685     | +0"100   |
|      | Vladislav Južakov Jurij Prochorov     | Russia   | 47"880          | 47"877          | 1'35"757     | +0"172   |
| 4    | Ivan Nagler Fabian Malleier           | Italia   | 47"908          | 47"954          | 1'35"862     | +0"277   |
| 5    | Emanuel Rieder Simon Kainzwaldner     | Italia   | 47"842          | 48"156          | 1'35"998     | +0"413   |
| 6    | Wojciech Chmielewski Jakub Kowalewski | Polonia  | 48"082          | 48"040          | 1'36"122     | +0"537   |
| 7    | Tobias Wendl Tobias Arlt              | Germania | 47"982          | 48"144          | 1'36"126     | +0"541   |
| 8    | Toni Eggert Sascha Benecken           | Germania | 47"922          | 48"228          | 1'36"151     | +0"566   |
| 9    | Ludwig Rieder Patrick Rastner         | Italia   | 48"082          | 48"090          | 1'36"172     | +0"587   |
| 10   | Robin Geueke David Gamm               | Russia   | 48"182          | 48"089          | 1'36"271     | +0"686   |

Nota: in grassetto il miglior tempo di manche.

### Gara a squadre
La gara fu disputata il 19 gennaio 2020 e ogni squadra nazionale prese parte alla competizione con una sola formazione; nello specifico la prova vide la partenza di una "staffetta" composta da una singolarista donna e un singolarista uomo, nonché da un doppio per ognuna delle 9 formazioni in gara, che scesero lungo il tracciato consecutivamente senza interruzione dei tempi tra un atleta e l'altro; il tempo totale così ottenuto laureò campione la nazionale austriaca di Madeleine Egle, David Gleirscher, Thomas Steu e Lorenz Koller davanti alla squadra italiana composta da Andrea Vötter, Dominik Fischnaller, Ivan Nagler e Fabian Malleier e a quella lettone formata da Ulla Zirne, Kristers Aparjods, Andris Šics e Juris Šics.
| Pos. | Squadra    | Atleti                                                                       | Tempo    | Distacco |
| ---- | ---------- | ---------------------------------------------------------------------------- | -------- | -------- |
|      | Austria    | Madeleine Egle David Gleirscher Thomas Steu / Lorenz Koller                  | 2'36"912 |          |
|      | Italia     | Andrea Vötter Dominik Fischnaller Ivan Nagler / Fabian Malleier              | 2'37"020 | +0"108   |
|      | Lettonia   | Ulla Zirne Kristers Aparjods Andris Šics / Juris Šics                        | 2'37"543 | +0"631   |
| 4    | Germania   | Julia Taubitz Johannes Ludwig Tobias Wendl / Tobias Arlt                     | 2'37"569 | +0"657   |
| 5    | Russia     | Tat'jana Ivanova Semën Pavličenko Aleksandr Denis'ev / Vladislav Antonov     | 2'38"223 | +1"311   |
| 6    | Slovacchia | Katarína Šimoňáková Jozef Ninis Tomáš Vaverčák / Matej Zmij                  | 2'39"620 | +2"718   |
| 7    | Polonia    | Klaudia Domaradzka Mateusz Sochowicz Wojciech Chmielewski / Jakub Kowalewski | 2'39"922 | +3"010   |
| 8    | Ucraina    | Olena Stec'kiv Anton Dukač Ihor Stachiv / Andrij Lysec'kyj                   | 2'41"108 | +4"196   |
| 9    | Rep. Ceca  | Michaela Maršíková Jan Cezik Filip Vejdělek / Zdeněk Pěkný                   | 2'42"541 | +5"629   |

## Medagliere
| Pos.   | Nazione  | Oro | Argento | Bronzo | Totale |
| ------ | -------- | --- | ------- | ------ | ------ |
| 1      | Russia   | 2   | 1       | 3      | 6      |
| 2      | Austria  | 1   | 1       | 0      | 2      |
| 2      | Italia   | 1   | 1       | 0      | 2      |
| 4      | Germania | 0   | 1       | 0      | 1      |
| 5      | Lettonia | 0   | 0       | 1      | 1      |
| Totale | Totale   | 4   | 4       | 4      | 12     |